# Maruthas
Marutha ou Maruthas de Maïpherkat est un évêque, diplomate et écrivain religieux qui a vécu au Proche-Orient à la fin du IVe et au début du Ve siècle.

## Biographie
On a conservé trois Vies qui lui sont consacrées : deux en grec (BHG 2265 et 2266) et une en arménien, à quoi s'ajoutent des sources historiques en syriaque et en arabe. Mais les informations données sont souvent peu précises et contradictoires, si bien qu'il faut se montrer prudent dans la reconstitution des faits le concernant. De plus, il a été confondu avec Marutha de Tikrit (mort en 649, premier maphrien connu), à tel point qu'on a longtemps considéré que Maïpherkat était l'ancien nom de Tikrit.
Il était semble-t-il le fils d'un haut fonctionnaire de l'Empire romain d'Orient et avait reçu une formation de médecin. Il devint évêque de Maïpherkat (l'actuelle Silvan, en kurde Meyafarqin, en arménien Np'rkert) sous le règne de l'empereur Théodose Ier. À la mort du roi des Perses Vahram IV, qui persécutait les chrétiens, il participa à une délégation envoyée par Arcadius auprès de son successeur Yazdgard Ier, mieux disposé (399-400). Il se serait gagné les bonnes grâces du nouveau roi en utilisant ses compétences médicales pour le guérir de maux de tête, et aurait obtenu de lui la fin des persécutions et la possibilité de réorganiser l'Église. Un synode put se réunir à Ctésiphon, et Isaac (dit Isaac de Séleucie) fut élu évêque de la capitale.
Peut-être de ce premier voyage en Perse, Marutha rapporta dans sa ville un grand nombre de reliques de martyrs victimes des persécutions des Sassanides au IVe siècle. C'est à partir de ce temps que Maïpherkat fut appelée en grec Martyropolis.
En 403, Marutha prit part au synode du Chêne à Constantinople, qui aboutit à la déposition de Jean Chrysostome, mais on ignore quel rôle il y joua. Il retourna à Ctésiphon, où de nouvelles difficultés avaient conduit à l'emprisonnement d'Isaac. Porteur d'une lettre à Yazdgard Ier signée notamment par le patriarche d'Antioche et l'évêque d'Édesse, il convainquit le roi de convoquer un concile de l'Église de l'Orient sur le modèle du concile de Nicée réuni par Constantin pour l'Empire romain.
Ce concile se tint à Ctésiphon en 410 avec une quarantaine de participants, et il adopta les canons du concile de Nicée apportés par Marutha. L'Église de l'Orient reçut son organisation définitive : l'évêque de la capitale était appelé « grand métropolite et chef de tous les évêques » (puis « catholicos ») ; son pouvoir n'était pas absolu, car il devait réunir le synode des évêques tous les deux ans. Cinq autres métropoles étaient instituées : Nisibe, Erbil, Kirkouk (Karka de Beth Slok), Gundishapur (Beth Lapat) et Bassorah (Perat de Maïsan). Le noyau du Synodicon orientale, c'est-à-dire du droit canonique de l'Église de l'Orient, était mis en place. À la fin du synode, les évêques prescrivent de prier pour le « Roi des rois » et lui soumettent les résultats de leurs travaux ; Yazdgard Ier les approuve et garantit aux participants que l'État perse les fera appliquer.
Ces bonnes relations entre le roi et l'Église chrétienne sont à nouveau compromises peu après à cause de la destruction d'un pyrée (autel du feu des zoroastriens) par un prêtre chrétien à Hormizd-Ardachir, et du refus de l'évêque Abdas de Suse de le faire reconstruire aux frais de son Église. Mais ce concile de 410, où Marutha joua un rôle déterminant, n'en est pas moins considéré comme la vraie fondation de l'Église de l'Orient.
Marutha mourut à une date inconnue, sans doute quelques années après.

## Œuvre
Divers textes conservés en syriaque et en arménien sont attribués à Marutha. Le plus cité est un Catalogue d'hérésies qui a été complété après lui, mais dont on s'accorde à reconnaître que la plus grande partie est de lui. Il y a d'autre part des textes en relation avec le concile de Ctésiphon de 410 : dans l'édition d'A. Vööbus intitulée The Canons ascribed to Maruta of Maipherqat and related sources, établie à partir de plusieurs manuscrits donnant des textes en syriaque attribués à Marutha, on relève vingt canons du concile de Nicée complétés par soixante-treize canons « pseudo-nicéens » dont la grande majorité seraient de la main de Marutha. On y trouve aussi, entre autres, un bref récit du concile de Nicée qui aurait été rédigé par Marutha à la demande du catholicos Isaac, et des lettres de Marutha à celui-ci. D'autre part, Ébedjésus de Nisibe mentionne parmi les œuvres de Marutha un « livre sur des martyrs » qu'Étienne-Évode Assemani a identifié avec un martyrologe de l'Église de l'Orient qu'il a publié. On lui attribue aussi avec assurance une homélie pour le dimanche de la quasimodo, et un petit lexique pour la traduction du vocabulaire théologique grec en syriaque.
En outre, on trouve dans l'édition Vööbus de courts textes intitulés Sur le monachisme, Sur les persécutions, Sur la vraie foi de nos saints pères, Le martyre d'Alexandre, etc. De même, dans le Catalogue des anciennes traductions arméniennes publié en 1889 par les mékhitaristes, sont assignés à Marutha des textes intitulés Sur le mystère de l'Église, Sur le mystère du troisième jour de la semaine, Le martyre de saint Siméon, Sur la sainteté du Christ. Ces attributions sont arbitraires.

## Éditions des textes
- (en) A. Vööbus (éd.), The Canons ascribed to Maruta of Maipherqat and related sources, texte syriaque et traduction anglaise, CSCO 439 et 440 (Scriptores Syri 191 et 192), Louvain, 1982.
- Pour le martyrologe perse, les textes sont dans : Paul Bedjan et Claude Détienne (éd.), Acta Martyrum et Sanctorum, 7 vol., texte syriaque (réimpr. Acts of Martyrs and Saints, Gorgias Press, 2009).